# Agrochola modesta
Agrochola modesta là một loài bướm đêm trong họ Noctuidae.